# Sonora (staat)
Sonora (Yaqui: Xunuta) is een staat in het noordwesten van Mexico. Sonora grenst aan Chihuahua, Sinaloa en Baja California. Ten noorden van Sonora ligt de Amerikaanse staat Arizona, ten zuiden van Sonora ligt de Golf van Californië. Met een oppervlakte van 182.052 km² is het de een na grootste staat van Mexico. Sonora heeft 2.944.840 inwoners (2020) en de hoofdstad is Hermosillo. Andere grote steden zijn Ciudad Obregón en Nogales.
Economisch gezien is Sonora belangrijk vanwege de veeteelt en mijnbouw. De muziekstijl Norteña komt uit Sonora. Een groot deel van de staat wordt ingenomen door de Sonoraanse woestijn. Verder is Sonora bekend vanwege zijn stranden.

## Geschiedenis
In 1637 werd dit gebied, oorspronkelijk bewoond door de Pima, onderworpen door de Spanjaarden. Het werd als Nieuw-Andalusië deel van Nieuw-Spanje. Een bekende missionaris die hier actief was is Eusebio Francisco Kino. Na de onafhankelijkheid vormde Sonora met Sinaloa enige tijd de staat Sonora y Sinaloa. In 1853 werd het noordelijke deel van de staat door de dictator Antonio López de Santa Anna aan de Verenigde Staten verkocht (Gadsdenaankoop). Sonora is drie keer gedurende een zeer korte periode een onafhankelijke republiek geweest, gesticht door filibusters. In 1854 door William Walker, in 1853/1854 door Gaston de Raousset-Boulbon en in 1857 door Henry A. Crabb. Deze republieken werden alle drie verslagen door de Amerikaanse of Mexicaanse overheid.
In de jaren '20 van de twintigste eeuw werd Mexico geregeerd door een drietal energieke presidenten uit Sonora, namelijk Adolfo de la Huerta, Álvaro Obregón en Plutarco Elías Calles. Deze periode wordt de Sonoraanse Dynastie genoemd.

## Plaatsen in de staat Sonora
- Agua Prieta
- Álamos
- Arizpe
- Caborca
- Cananea
- Ciudad Obregón
- Empalme
- Guaymas
- Hermosillo
- Magdalena de Kino
- Navojoa
- Nogales
- Puerto Peñasco
- San Luis Río Colorado
- Sonoita

## Gemeenten
Sonora bestaat uit 72 gemeenten, zie lijst van gemeenten van Sonora.